# Giron
Giron település Franciaországban, Ain megyében. Lakosainak száma 174 fő (2022. január 1.). Giron Belleydoux, Champfromier, Échallon és Saint-Germain-de-Joux községekkel határos.

## Népesség
A település népességének változása:
| Lakosok száma | 118  | 99   | 88   | 135  | 172  | 179  | 183  | 178  | 176  | 174  |
|               | 1968 | 1982 | 1990 | 2006 | 2013 | 2015 | 2017 | 2019 | 2020 | 2022 |